# フッ化コバルト(III)
フッ化コバルト(III)（フッかコバルト さん、cobalt(III) fluoride）は、化学式が CoF3 の無機化合物である。反応性の高い吸湿性の茶色の固体で、有機フッ素化合物の合成に使われる。

## 合成
実験室では塩化コバルト(II) とフッ素を250°Cで反応させることによって合成する。
{\displaystyle {\ce {CoCl2\ + {\frac {3}{2}}F2 -> CoF3\ + Cl2}}}
この過程は酸化還元反応であり、Co2+ が Co3+ へと酸化されるとともに Cl− も Cl2 へと酸化される。同様にフッ素を使うことにより、酸化コバルト(II) CoO や フッ化コバルト(II) からもフッ化コバルト(III) を合成できる。

## 反応

### フッ素化剤
CoF3 は強力なフッ素化剤であり、反応後にフッ化コバルト(II) CoF2 を生成する。水と接触すると分解し、酸素を放出する。
{\displaystyle {\ce {4 CoF3\ + 2 H2O -> 4 HF\ + 4 CoF2\ + O2}}}

### 吸湿
CoF3 は吸湿性であり、錯イオン [CoF6]3− に変換することもできる。これは高スピン型八面体コバルト(III) 錯体の稀な例である。
スラリー状の CoF3 は、炭化水素のペルフルオロカーボンへの変換に使われる。
{\displaystyle {\ce {2 CoF3\ + R-H -> CoF2\ + R-F\ + HF}}}
この反応ではしばしば転位反応など他の化学反応と同時に起こる。関連した試薬にKCoF4があり、こちらの方がより選択性が高い。